# تحليل حقيقي
التحليل الحقيقي أحد فروع الرياضيات التي تتعامل مع مجموعة الأعداد الحقيقية والدوال المعرفة عليها. يمكن النظر إلى التحليل الحقيقي على أنه نسخة مدققة من علم الحسبان (التفاضل والتكامل) يدرس مصطلحات مثل المتتاليات ونهاياتها، الاستمرار في الدوال، الاشتقاق الرياضي، التكاملات الرياضية وأخيرا متتاليات الدوال. بالتالي يقدم التحليل الحقيقي نظرية متقنة حول فكرة الدوال العددية، كما يتضمن نظريات حديثة حول الدوال المعممة.
الدالة الحقيقية هي دالة فيها كل مجال والمجال المقابل مجموعة جزئية من مجموعة الأعداد الحقيقية.
عادة ما يبدأ تقديم التحليل الحقيقي في النصوص الرياضية المتقدمة ببراهين بسيطة في نظرية المجموعات المبسطة، ثم تعريف واضح لمصطلح الدالة الرياضية، ثم مقدمة للأعداد الطبيعية وتقنيات البرهان الهامة للاستقراء الرياضي.
من ثم تعمد النصوص المرجعية إلى تقديم الأعداد الحقيقية بشكل بدهي (أكسيوماتي) أو يتم تشكيلها من متتاليات كوشي وحد ديدكايند للأعداد الجذرية. النتائج البدئية تشتق أولا، أهمها خواص القيمة المطلقة، مثل متراجحة المثلث ومتراجحة برنولي.
مصطلح التقارب يعتبر مفهوما مركزيا في التحليل الحقيقي، فهو يقدم من خلال نهايات المتتاليات. يمكن اشتقاق عدة قوانين رياضية تحكم عملية الانتهاء، وبالتالي يمكن حساب عدة نهايات. كما يدرس هنا أيضا المتسلسلات اللامنتهية وهي عبارة عن نوع خاص م المتتاليات. من ثم تقدم متسلسلات القوى القدرة على تعريف دوال مركزية متعددة مثل الدالة الأسية والدوال المثلثية. من ثم يتم تقديم أنماط مهمة من المجموعات الجزئية مثل المجموعات المفتوحة والمجموعات المغلقة، المجموعات المضغوطة مع خواصها المختلفة مثل مبرهنة بولزانو-ويرستراس ومبرهنة هاين-بوريل.

## الأقسام

### تركيبة الأعداد الحقيقة
تعتمد نظريات التحليل الحقيقي بشكل وثيق على بنية خط الأعداد الحقيقية. يتكون نظام الأعداد الحقيقية من مجموعة غير معدودة أو غير قابلة للعد {\displaystyle (\mathbb {R} )} ، جنبًا إلى جنب مع عمليتين ثنائيتين يُرمز لهما + (الجمع) و ⋅ (الضرب)، والترتيب المشار إليه بـ <. تجعل الأعداد الحقيقية حقلا Field، بالإضافة إلى الترتيب، حقلاً مرتبًا. نظام الأعداد الحقيقية هو حقل المرتب الكامل وفريد، بمعنى أن أي حقل مرتب كامل آخر يكون متماثل بالنسبة له. حدسيًاً، الاكتمال هو عدم وجود فجوات في الأعداد الحقيقية. وعلى وجه الخصوص تميز هذه الخاصية الأعداد الحقيقية عن الحقول المرتبة الأخرى (على سبيل المثال، الأعداد النسبية {\displaystyle (\mathbb {Q} )}) وهو أمر مهم لإثبات العديد من الخصائص الرئيسية لدوال الأعداد الحقيقية (دوال ذات متغير حقيقي). غالبًا ما يتم التعبير عن اكتمال الحقائق على أنها خاصية «أقل حد أعلى» أو «Least upper bound».
هناك عدة طرق لتعريف الأعداد الحقيقية بشكل 'صارم'. تعتمد المناهج الحديثة على تقديم قائمة من المسلمات «Axioms»، وإثباتًا لوجود نموذج لها، له الخصائص أعلاه. علاوة على ذلك، قد يظهر للمرء أن أي نموذجين متماثلان، مما يعني أن جميع النماذج لها نفس الخصائص تمامًا، وأن المرء قد ينسى كيفية إنشاء النموذج لاستخدام الأعداد الحقيقية.

### النهايات
إذا أردنا أن نعطي تعريفا تقريبياً للنهاية، فيمكننا أن نعرفها بأنها القيمة التي «تقترب» منها الدالة أو المتتالية عندما يقترب المتغير من قيمة ما. (يمكن أن تتضمن هذه القيمة الرموز {\displaystyle \pm \infty } عند مراقبة سلوك دالة أو متتالية حيث تزيد القيمة أو تنقص بلا حدود.) فكرة النهاية أمر محوري للحسبان (والتحليل الرياضي بشكل عام) ويستخدم تعريفها بدوره لتعريف المفاهيم الأخرى، مثلا: الإتصال (الإستمرار) والمشتقات والتكاملات. (في الواقع، دراسة النهايات هي خاصية تميز الحسبان عن فروع الرياضيات الأخرى.)
تم تقديم مفهوم النهاية بشكل غير دقيق للدوال، بواسطة نيوتن ولايبنتس في نهاية القرن السابع عشر، لبناء الحسبان متناهى الصغر. بالنسبة للمتتاليات، تم تقديم المفهوم من قبل كوشي، وقام كل من برنارد بولزانو وكارل فايرشتراس ببناء تعريف أكثر صرامة، قدموا فيه الطريقة المعاصرة باستخدام {\displaystyle \epsilon -\delta }، وهي كالتالي:
تعريف. لتكن {\displaystyle f} دالة ذات متغير حقيقي معرفة على المجموعة {\displaystyle E}، بحيث {\displaystyle E\subset \mathbb {R} }، نقول أن نهاية الدالة {\displaystyle f(x)} عندما تؤول {\displaystyle x} إلى {\displaystyle x_{o}} تساوي {\displaystyle L}، إذا كان من أجل كل {\displaystyle \epsilon >0}، توجد {\displaystyle \delta >0} بحيث من أجل كل {\displaystyle x\in E} :
{\displaystyle 0<|x-x_{o}|<\delta \implies 0<|f(x)-L|<\epsilon }، ونكتب هذا على الشكل الآتي
{\displaystyle \lim _{x\to x_{o}}f(x)=L}

### اشتقاق الدوال
تنشأ فكرة التفاضل أو الاشتقاق من محاولة إعطاء قيمة تقريبية لدالة ما، بالقرب من نقطة معينة باستخدام خط. هذا الخط، إذا كان موجودًا، يكون فريدًا وهو خط المماس للدالة عند هذه النقطة، وميل هذا الخط هو إشتقاق الدالة عند هذه النقطة.
يقال عن دالة {\displaystyle f:\mathbb {R} \to \mathbb {R} } انها قابلة للإشتقاق في النقطة {\displaystyle a} إذا كانت النهاية {\displaystyle f'(a)=\lim _{h\to 0}{\frac {f(a+h)-f(a)}{h}}} موجودة
يمكننا أن نصف نتيجة بسيطة مترتبة عن هذا التعريف وهي: الدالة {\displaystyle f} متصلة في النقطة {\displaystyle a} إذا كانت قابلة للإشتقاق في هذه النقطة. ويجب الإشارة إلى أن الإتصال لا يعني بالضرورة قابلية الإشتقاق، فمن الممكن لدالة أن تكون متصلة في خط الأعداد {\displaystyle \mathbb {R} } بأكمله، وأن تكون غير قابلة للإشتقاق في {\displaystyle \mathbb {R} } (أنظر دالة فايرشتراس الغير قابلة للإشتقاق).
يتم تقسيم الدوال إلى عدة أقسام حسب عدد مرات قابلية الإشتقاق، القسم {\displaystyle C^{0}} يرمِز إلى جميع الدوال المتصلة. في حين يرمز {\displaystyle C^{1}} إلى جميع الدوال القابلة للإشتقاق، بحيث إشتقاقها متصل؛ يقال عن هذه الدوال أنها قابلة للتفاضل بشكل متصل. إذا {\displaystyle C^{k}} بحيث {\displaystyle k} هو عدد صحيح موجب، يرمز إلى جميع الدوال القابلة للإشتقاق بحيث إشتقاقها ينتمي إلى القسم {\displaystyle C^{k-1}}.

### تكامل الدوال
يهتم التكامل بحساب المساحة الكامنة تحت منحنى دالة ما، والمسائل المتعلقة بإيجاد طول القوس المتعلق بالدالة أو الحجم فوق سطح ما. كانت الإستراتيجية الأساسية لحل هذا النوع من المسائل معروفة لدى الإغريق والصينيين القدماء وكانت تُعرف باسم طريقة الإستنفاد. بشكل عام، يتم تحديد المنطقة المرغوبة، ويتم تقريب مساحة الشكل من خلال متعدد أضلاع والتي يمكن حساب مساحتها بدقة. من خلال زيادة أضلاع هذا المضلع  يمكن الحصول على تقدير أفضل للمساحة، وعندما يصبح عدد الأضلاع «لانهائي» نحصل على المساحة الكاملة.